# Sulzbach (Taunus)
Sulzbach (Taunus) är en kommun i Main-Taunus-Kreis i Regierungsbezirk Darmstadt i förbundslandet Hessen i Tyskland.